# Moravče
Moravče so trško naselje, središče Občine Moravče.

## Opis kraja
Moravče so z okoli 1.000 prebivalci edino večje strnjeno naselje v občini Moravče. V okolici so kopali kremenčev pesek, ki so ga prodajali po Sloveniji in na Češko. V bližnji Drtiji ga še kopljejo za potrebe tovarn keramike, gradbenega materiala, avtomobilske industrije in livarn.
Moravče so kot župnijsko središče prvič omenjene med leti 1232-1246. Župnijo v kraju omenjajo v 13. stoletju. V času reformacije je bilo tod precej močno luteranstvo. V začetku 19. stoletja je kraj postal trg. Župnijsko cerkev sv. Martina so barokizirali sredi 18. stoletja. Cerkev je opremljena s slikami, ki prikazujejo moravške motive. Slike izhajajo iz Layerjeve delavnice. Med drugo svetovno vojno, leta 1944 so Moravče za nekaj mesecev postalo osvobojeno ozemlje. 
V Moravčah se nahaja tudi kulturni dom Tineta Kosa - priznanega slovenskega kiparja. Skozi kraj pelje evropska pešpot E-6.

## Ostale zanimivosti
- Rojstna hiša pisatelja Frana Detele
- Spomenik Juriju Vegi
- Spomenik padlim v obeh svetovnih vojnah
- Izleti na Limbarsko Goro in sv. Trojico
- Kulturni dom Tineta Kosa
- Planinski dom na Uštah
- Ruševine gradu Rožek
- Grad Tuštanj

## Znani krajani
- Fran Detela, slovenski pisatelj in književnik
- Jurij Vega, slovenski matematik, fizik, geodet, meteorolog, plemič in topniški častnik
- Primož Peterka, smučarski skakalec in trener
- Ljudmila Novak, evropska poslanka in bivša predsednica NSi
- Matjaž Kočar, prvi župan občine Moravče
- Milan Balažic, župan
- Tine Kos, slovenski kipar
- Nina Krajnik, slovenska psihoanalitičarka
- Makso Pirnat, oče Nikolaja Pirnata
- Tomaž Pirnat, zborovodja Mladinskega zbora RTV Slovenija in učitelj klaviarja
- Mojiceja Podgoršek, mladinska pisateljica
- Dane Zajc, slovenski književnik in pesnik
- Blaž Slapar, slikar in diplomirani oblikovalec
- Petra Lavtar Slapar, pevka in igralka
- Alenka Vidic, komunikologinja in profesorica retorike
- Lovro Kos, smučarski skakalec
- Kancijan Čižman, župnik
- Timotej Bizilj, nogometaš